# Camagna (Rivara)
Camagna è una frazione di Rivara, comune canavesano nella città metropolitana di Torino. Con la denominazione di Camagna di Torino fu comune autonomo fino al 1927.

## Geografia fisica

### Territorio
L'abitato sorge su un poggio in sinistra orografica del torrente Viana.

## Storia
I primi documenti che citano Camagna provengono dall'archivio dell'Abbazia di Fruttuaria, che narra la fondazione del convento di Busano da parte di Emerico, signore delle valli dei torrenti Viana e Malone, per la figlia Libania..
In seguito fu contesa tra i Savoia ed il Monferrato, divenendo infine parte della Castellata di Rivara.
Nel 1863 venne modificata la denominazione in Camagna di Torino; in epoca fascista il comune venne accorpato a Rivara.

## Monumenti e luoghi d'interesse

### Castello
Nel X secolo era residenza di Emerico Dro, nobile di origine burgunda e padre di Libania, prima badessa del convento di Busano.
Fino alla metà circa dell'Ottocento ne erano ancora visibili le rovine, poi demolite per fare spazio al cimitero.

### Architetture religiose
La primitiva chiesa parrocchiale era una pertinenza del castello; ne rimane ancora l'abside, conglobato nell'attuale cappella cimiteriale dedicata a San Grato.
Sono invece completamente scomparse le tracce del campanile, di cui si scorgevano ancora i ruderi nel XIX secolo.
Una nuova chiesa parrocchiale, dedicata a Santa Maria in Piazza, venne costruita nel 1681 ma successivamente sconsacrata.
La chiesa attuale è dedicata a San Bartolomeo; venne consacrata il 10 agosto 1717. Bertolotti riferisce che «negli anni dal 1821 al 1825 i tre altari sono stati marmoreggiati da certo Danieli».
Al suo interno è presente un grande dipinto di Mario Cavazza che rappresenta l'ascesa della Madonna in cielo; nella raffigurazione del popolo meravigliato e festoso si vuole siano raffigurati alcuni membri della comunità parrocchiale di Camagna, il parroco del tempo e l'autoritratto dell'autore.

### Archeologia
Vi sono state ritrovate due stele di epoca romana, una delle quali è visibile nel parco di Villa Ogliani a Rivara, mentre l'altra è esposta nel Museo archeologico del Canavese di Cuorgnè.